# Polynema editha
Polynema editha (лат.) — вид хальцидоидных наездников рода Polynema из семейства Mymaridae.

## Распространение
Австралия (Australian Capital Territory, Новый Южный Уэльс, Квинсленд, Южная Австралия, Виктория, Тасмания, Западная Австралия).

## Описание
Мелкие хальцидоидные наездники. Длина тела около 1 мм. Отличается от близких видов следующими признаками: второй членик жгутика усика F2 примерно в 6,3 раза больше своей ширины, F3 примерно в 4,0 раза больше ширины, а длина булавы немного больше или примерно равна суммарной длине предшествующих трёх члеников жгутиков; переднеспинка посредине разделена продольно; скутеллюм с колокольчатыми сенсиллами, отделёнными от переднего края примерно на 4 диаметра сенсиллы.
Тело в основном гладкое и блестящее. Булава усиков 1-члениковая. Крылья с длинными краевыми щетинками. Усики очень длинные, больше длины головы вместе грудью. Предположительно, как и другие виды паразитоиды насекомых. Вид был впервые описан в 1938 году, а его валидный статус подтверждён в ходе ревизии, проведённой в 2021 году российско-американским гименоптерологом Сергеем Владимировичем Тряпицыным (Entomology Research Museum, Department of Entomology, Калифорнийский университет в Риверсайде, Калифорния, США) вместе с такими видами как P. aristokratka, P. markiza, P. koroleva, P. imperatrix, P. baronessa, P. princessa, P. grafinya